# Grindelia cabrerae
Grindelia cabrerae là một loài thực vật có hoa trong họ Cúc. Loài này được Ariza mô tả khoa học đầu tiên năm 1976.